# Forsbacka kammarkör
Forsbacka kammarkör är en blandad kör verksam i sydöstra Gästrikland.
Kören bildades 1962 som en liten ensemble som komplement till Forsbacka kyrkokör och kallades då Lilla kören. Grundare var Börje Forsell. Efter att kören växt ändrades namnet 1968 till Forsbacka kammarkör.
Börje Forsell ledde kören till 1994 då Eva Aronson tog över och kören har på 2000-talet två körledare, Eva Aronson och Åsa Jehrlander.
Kören har cirka 35 sångare i traditionell SSAA-TTBB-uppställning. Repertoaren är mycket bred, både sakral och profan musik utan begränsning till tidsepoker. Kören har turnerat i Norge, Lettland, Irland, Portugal, Italien och Ungern. Den har utsetts till bästa kör i tävlingen Toner för miljoner och tilldelats Gävle kommuns kulturpris.
Forsbacka kammarkör har ett etablerat samarbete med Gävle symfoniorkester, Sandvikens symfoniorkester och Sandviken Big Band. Vid körens femtioårsjubileum 2012 uppfördes Carmina Burana med Gävle symfoniorkester och andra körer.
Under åren har kören medverkat tillsammans med bland andra Arne Domnérus, Putte Wickman, Olle Adolphson, Tommy Körberg, September, Ola Salo och Tomas di Leva.

## Diskografi
Kören har gett ut CD-skivor.